# Lobularija
Lobularija (češlika, česlika, češljika, lat. Lobularia) je biljni rod iz porodice krstašica. sastoji se od četiri priznate vrste
U Hrvatskoj raste primorska češlika (Lobularia maritima), jednogodišnja cvatnica s bijelim cvjetovima, a plod joj je malena mahuna, što je i značenje njezinog latinskog imena Lobularia.

## Vrste
1. Lobularia arabica
2. Lobularia canariensis
3. Lobularia libyca
4. Lobularia maritima